# 天主教格利维采教区
天主教格利維采教區（拉丁語：Dioecesis Glivicensis）是波蘭一個羅馬天主教教區。教座位於格利維采。屬卡托維茨總教區。
1992年3月25日由教宗若望保祿二世升為教區。
2011年，在當地730,000人口中，有教友662,300人，佔轄區總人口90.7%、155個堂區、476名司鐸、153名修士、201名修女。現任主教為若望·科皮耶茨。